# Homi K. Bhabha
|  | No s'ha de confondre amb Homi Jehangir Bhabha. |

Homi K. Bhabha (1949) és el professor "Anne F. Rothenberg" de literatura i llengua anglesa i nord-americana i director del Centre d'Humanitats de la Universitat Harvard. És una de les personalitats més importants dels estudis postcolonials contemporanis, i creador de molts dels neologismes i termes connotats que s'empren en aquest camp: hibriditat, mimesi, diferència, ambivalència. Aquestes termes descriuen les formes de resistència amb les quals els pobles colonitzats han actuat davant del poder del colonitzador, segons la teoria de Bhabha. El 2012 va rebre el premi Padma Bhushan del govern de l'Índia per la seva tasca en literatura i educació. Està casat amb l'advocada i professora Jacqueline Bhabha.

## Educació
Bhabha va néixer a Bombai en una família parsi. Va estudiar al St Mary's School de Mazagoan, a la mateixa ciutat i es va llicenciar a l'Elphinstone College de la Universitat de Bombai, amb un màster i doctorat en literatura anglesa al Christ Church College de la Universitat d'Oxford.

## Carrera acadèmica
Després de ser contractat pel departament d'anglès de la Universitat de Sussex durant més de 10 anys, Bhabha passà a la Universitat de Princeton amb una senior fellowship on també rebé el títol de Old Dominion Visiting Professor. A la Universitat de Pennsilvània fou Steinberg Visitinng Professor on donà la sèrie de conferències Richard Wright. Al Dartmouth College, Bhabha fou membre de la facultat de l'Escola de Crítica i Teoria.De 1997 a 2001 va ser Chester D. Tripp Professor in Humanities a la Universitat de Chicago. De 2001 a 2002 fou Distinguished Visiting Professor al University College de Londres. Ha estat també Anne F. Rothenberg of English and American Literature and Language a Harvard des de 2001. Bhabha també és part de la junta editorial de Public Culture, una revista acadèmica publicada per Duke University Press.

## Idees
Una de les idees centrals al seu pensament és el mot hibriditat (“hybridity”, “hybridisation”) que, partint de l'obra d'Edward Said, descriu l'emergència de noves formes culturals a partir de la multiculturalitat. Bhabha parla d'un "tercer espai" o "espai intermedi" que sorgeix en aquest context nou. L'existència d'aquestes zones converteix en il·legítima qualsevol creença en jerarquies o idees de puresa. La principal obra on Bhabha discuteix la idea de la hibriditat és a The Location of Culture, específicament al capítol "Signs taken for wonders", on declara que aquest tercer espai com a entitat en els mecanismes de poder no resol la tensió entre els dos poders implicats, ni proveeix una tercera identitat fora de la política, ni pretén declarar que les identitats no existeixen, sinó que es tracta d'una teoria sobre la impredictibilitat de la presència de l'autoritat i d'una jerarquia de poder: es tracta d'una "astúcia", una "burla" envers el poder. En aquest sentit Bhabha parla de liminalitat (del llatí limen, "llindar"), o l'espai simbòlic on es destrueix la noció de límit. En lloc de veure el colonialisme com un fet pertanyent a lpassat, Bhabha mostra com les seves històries i cultures segueixen sent intrusives en el present, requerint que transformem la nostra comprensió de les relacions transculturals. L'obra de Bhabha ha transformat l'estudi del colonialisme amb l'aplicació de les metodologies postestructuralistes a textos colonials.
L'obra de Bhabha expressa la necessitat de trencar amb les dicotomies tradicionals que configuren una certa visió ideològica del món: centre-metròpoli/perifèria-marges-colònies, Occident/Orient, identitat-self-comunitat-jo/alteritat-"l'altre". A partir de categories de l'experiència post-colonial i la voluntat revolucionària contra el colonialisme, Bhabha intenta reconfigurar la percepció del món en la postmodernitat.

## Influències
L'obra relacionada amb la teoria postcolonial té directa influència del postestructuralisme. És notable entre les influències de Bhabha la presència de les idees de Jacques Derrida i la filosofia de la desconstrucció, així com la psicoanàlisi de Jacques Lacan. La idea de discursivitat de Michel Foucault està molt present als seus escrits. Així mateix, en una entrevista de 1995 amb W. J. T. Mitchell, Bhabha declarà que Edward Said és el pensador que més ha influït en la seva obra.